# Filosseno di Eretria

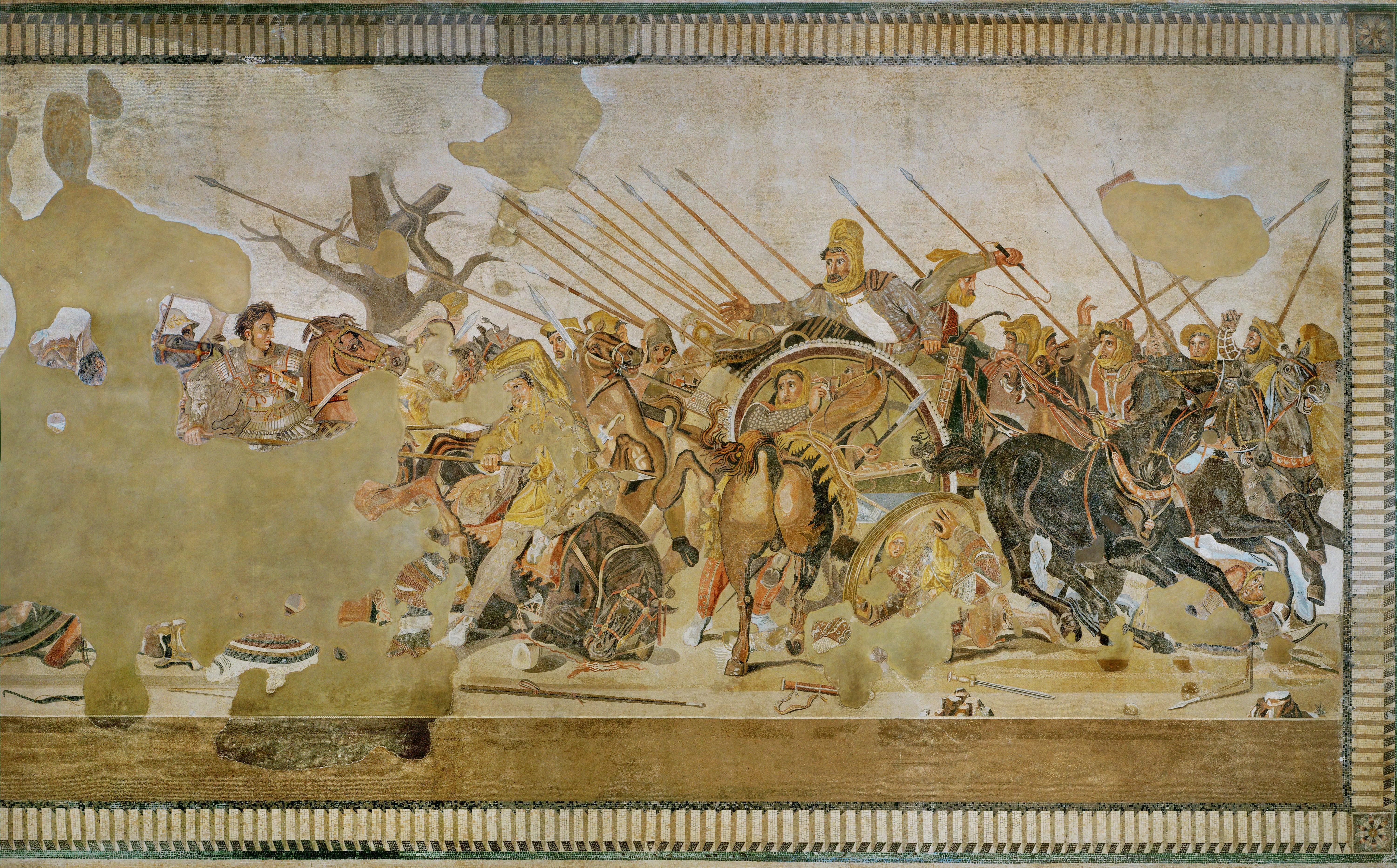
Battaglia di Alessandro contro Dario, mosaico dalla Casa del Fauno riproduzione del dipinto di Filosseno, situato a Pompei, oggi esposto Museo archeologico nazionale di Napoli.

Filosseno di Eretria, in greco: Φιλόξενος (Eretria, IV secolo a.C. – III secolo a.C.) è stato un pittore greco antico.

## Biografia
Allievo di Nicomaco di Tebe e appartenente alla scuola attico-tebana, fu autore, secondo quanto viene tramandato da Plinio il Vecchio (Nat. hist., XXXV, 110), di un quadro dipinto per Cassandro I e raffigurante una Battaglia di Alessandro contro Dario, che si è voluto interpretare talvolta come la battaglia di Isso, altre come la battaglia di Gaugamela.
L'opera è stata inoltre identificata come l'originale dal quale venne tratto il noto mosaico romano proveniente dalla Casa del Fauno, a Pompei. Nello stesso passo Plinio attribuisce a Filosseno le stesse caratteristiche di velocità che si riconoscevano nel suo maestro Nicomaco e l'invenzione della cosiddetta pittura in stile compendiario, un'espressione che viene frequentemente interpretata in riferimento alle innovazioni tecniche che rendevano possibile una ancora maggiore velocità di esecuzione.
Una lettura della costruzione spaziale del mosaico della Casa del Fauno permette di riscontrare oltre ai tre piani prospettici, una articolazione della forma ottenuta attraverso mezzi prettamente coloristici e luministici, non più quindi di tipo lineare o a velature sovrapposte, ma a macchia.
A seguito della scoperta della tomba di Filippo II di Macedonia a Ege, Manolis Andronikos ha attribuito a Filosseno il fregio della caccia che vi si trova affrescato sopra la porta d'ingresso.